# Communauté d'agglomération Mont-Saint-Michel-Normandie
La communauté d'agglomération Mont-Saint-Michel Normandie est une communauté d'agglomération française, située dans le département de Manche en région Normandie.
Elle est issue de la fusion en 2017 de cinq communautés de communes.

## Historique
En application de la loi NoTRe, le schéma départemental de la commission départementale de coopération intercommunale (CDCI) compose des intercommunalités devant dépasser le seuil de 15 000 habitants. Le premier schéma prévoyait de regrouper également Villedieu Intercom. L'amendement porté en mars 2016 par Villedieu fut dans un premier temps rejeté puis finalement accepté pour créer une fusion de cinq communautés de communes.
Une communauté de communes Mont-Saint-Michel-Normandie est officiellement créée par arrêté du 3 octobre 2016 et transformée en communauté d'agglomération Mont-Saint-Michel Normandie par arrêté du 27 décembre 2016 avec application au 1er janvier 2017.
Elle est issue de la fusion de cinq communautés de communes : Saint-Hilaire-du-Harcouët, Saint-James, Avranches - Mont-Saint-Michel, Val de Sée et Mortainais.

## Territoire communautaire

### Géographie
Située dans le sud du département de la Manche, la communauté d'agglomération Mont-Saint-Michel-Normandie regroupe 95 communes et s'étend sur 1 543,9 km2.

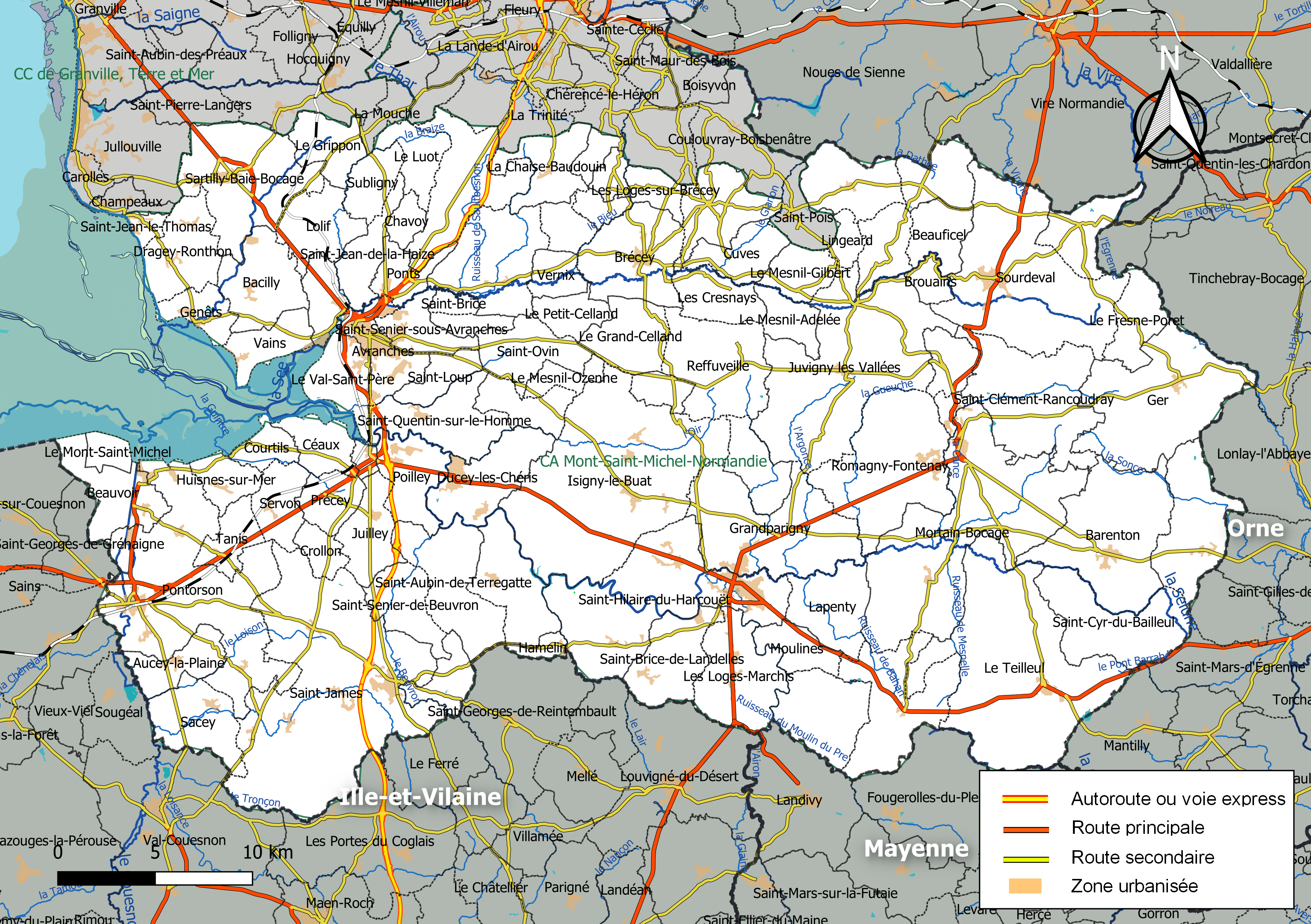
Carte de la communauté d'agglomération Mont-Saint-Michel-Normandie au 1er janvier 2019.

### Composition
L'intercommunalité fédère cent huit communes au moment de sa création, mais quatre-vingt-quinze le 1er janvier 2021.
En 2022, la communauté d'agglomération est composée des 95 communes suivantes :

| Nom                           | Code Insee | Gentilé           | Superficie (km2) | Population (dernière pop. légale) | Densité (hab./km2) |
| ----------------------------- | ---------- | ----------------- | ---------------- | --------------------------------- | ------------------ |
| Avranches (siège)             | 50025      | Avranchinais      | 10,99            | 10 225 (2022)                     | 930                |
| Aucey-la-Plaine               | 50019      | Aucéens           | 9,39             | 413 (2022)                        | 44                 |
| Bacilly                       | 50027      | Bacillais         | 15,88            | 935 (2022)                        | 59                 |
| Barenton                      | 50029      | Barentonnais      | 34,88            | 1 166 (2022)                      | 33                 |
| Beauficel                     | 50040      | Beauficelois      | 9,13             | 119 (2022)                        | 13                 |
| Beauvoir                      | 50042      | Bellovidériens    | 14,29            | 435 (2022)                        | 30                 |
| Brécey                        | 50074      | Brécéens          | 20,96            | 2 166 (2022)                      | 103                |
| Brouains                      | 50088      | Brouainsais       | 3,79             | 140 (2022)                        | 37                 |
| Buais-Les-Monts               | 50090      |                   | 24,73            | 612 (2022)                        | 25                 |
| Céaux                         | 50108      | Céaussiens        | 8,39             | 413 (2022)                        | 49                 |
| La Chaise-Baudouin            | 50112      | Chaiserons        | 12,06            | 443 (2022)                        | 37                 |
| La Chapelle-Urée              | 50124      | Chapelains        | 4,6              | 171 (2022)                        | 37                 |
| Chaulieu                      | 50514      | Chaulieusiens     | 10,64            | 287 (2022)                        | 27                 |
| Chavoy                        | 50126      |                   | 3,7              | 130 (2022)                        | 35                 |
| Courtils                      | 50146      | Courtillais       | 5,39             | 219 (2022)                        | 41                 |
| Les Cresnays                  | 50152      | Cresnayens        | 9,78             | 230 (2022)                        | 24                 |
| Crollon                       | 50155      | Crollonnais       | 4,68             | 298 (2022)                        | 64                 |
| Cuves                         | 50158      | Cuvois            | 9,69             | 263 (2022)                        | 27                 |
| Dragey-Ronthon                | 50167      |                   | 15,17            | 789 (2022)                        | 52                 |
| Ducey-Les Chéris              | 50168      |                   | 17,08            | 2 829 (2022)                      | 166                |
| Le Fresne-Poret               | 50193      | Fresnais          | 10,08            | 222 (2022)                        | 22                 |
| Gathemo                       | 50195      | Gathemotins       | 10,41            | 268 (2022)                        | 26                 |
| Genêts                        | 50199      | Genestais         | 6,89             | 453 (2022)                        | 66                 |
| Ger                           | 50200      | Gérois            | 39,78            | 818 (2022)                        | 21                 |
| La Godefroy                   | 50205      | Godefroyens       | 3,65             | 295 (2022)                        | 81                 |
| Le Grand-Celland              | 50217      | Cellandais        | 12,45            | 595 (2022)                        | 48                 |
| Grandparigny                  | 50391      | Grandparignais    | 34,61            | 2 623 (2022)                      | 76                 |
| Le Grippon                    | 50115      |                   | 9,81             | 390 (2022)                        | 40                 |
| Hamelin                       | 50229      | Hamelinois        | 2,46             | 109 (2022)                        | 44                 |
| Huisnes-sur-Mer               | 50253      | Huisnais          | 6,75             | 168 (2022)                        | 25                 |
| Isigny-le-Buat                | 50256      | Isignois          | 73,31            | 3 187 (2022)                      | 43                 |
| Juilley                       | 50259      | Juilléens         | 11,23            | 664 (2022)                        | 59                 |
| Juvigny les Vallées           | 50260      | Juvignais         | 57,25            | 1 678 (2022)                      | 29                 |
| Lapenty                       | 50263      | Lapentinais       | 14,89            | 382 (2022)                        | 26                 |
| Lingeard                      | 50271      | Lingeardais       | 3,65             | 88 (2022)                         | 24                 |
| Les Loges-Marchis             | 50274      | Bonotiers         | 19,78            | 1 028 (2022)                      | 52                 |
| Les Loges-sur-Brécey          | 50275      |                   | 5,27             | 117 (2022)                        | 22                 |
| Lolif                         | 50276      | Olivais           | 12,5             | 608 (2022)                        | 49                 |
| Le Luot                       | 50282      | Luotois           | 8,5              | 285 (2022)                        | 34                 |
| Marcey-les-Grèves             | 50288      | Marcéens          | 6,73             | 1 286 (2022)                      | 191                |
| Marcilly                      | 50290      | Marcilliens       | 8,86             | 353 (2022)                        | 40                 |
| Le Mesnil-Adelée              | 50300      | Mesnil-Adelais    | 6,82             | 158 (2022)                        | 23                 |
| Le Mesnil-Gilbert             | 50312      | Mesnilgilbertois  | 7,85             | 142 (2022)                        | 18                 |
| Le Mesnil-Ozenne              | 50317      | Mesnil-Ozennais   | 4,59             | 269 (2022)                        | 59                 |
| Le Mesnillard                 | 50315      |                   | 9,75             | 251 (2022)                        | 26                 |
| Le Mont-Saint-Michel          | 50353      | Montois           | 3,97             | 23 (2022)                         | 5,8                |
| Montjoie-Saint-Martin         | 50347      | Montjoyeux        | 7,49             | 250 (2022)                        | 33                 |
| Mortain-Bocage                | 50359      |                   | 62,63            | 2 954 (2022)                      | 47                 |
| Moulines                      | 50362      | Moulinois         | 7,41             | 281 (2022)                        | 38                 |
| Le Neufbourg                  | 50371      | Neufbourgeois     | 2,25             | 399 (2022)                        | 177                |
| Notre-Dame-de-Livoye          | 50379      |                   | 3,54             | 166 (2022)                        | 47                 |
| Le Parc                       | 50535      |                   | 22,63            | 907 (2022)                        | 40                 |
| Perriers-en-Beauficel         | 50397      | Perrotiens        | 9,3              | 207 (2022)                        | 22                 |
| Le Petit-Celland              | 50399      | Cellandais        | 6,57             | 175 (2022)                        | 27                 |
| Poilley                       | 50407      | Polucéens         | 12,65            | 968 (2022)                        | 77                 |
| Pontaubault                   | 50408      | Pontaubaltais     | 1,94             | 576 (2022)                        | 297                |
| Pontorson                     | 50410      | Pontorsonnais     | 61,47            | 4 319 (2022)                      | 70                 |
| Ponts                         | 50411      | Pontois           | 6,7              | 684 (2022)                        | 102                |
| Précey                        | 50413      | Précéens          | 7,73             | 567 (2022)                        | 73                 |
| Reffuveille                   | 50428      | Reffuveillais     | 23,34            | 537 (2022)                        | 23                 |
| Romagny Fontenay              | 50436      |                   | 36,31            | 1 247 (2022)                      | 34                 |
| Sacey                         | 50443      | Sacéens           | 15,27            | 512 (2022)                        | 34                 |
| Saint-Aubin-de-Terregatte     | 50448      | Saint-Aubinais    | 20,96            | 651 (2022)                        | 31                 |
| Saint-Barthélemy              | 50450      |                   | 6,81             | 338 (2022)                        | 50                 |
| Saint-Brice                   | 50451      | Saint-Briçois     | 2,55             | 136 (2022)                        | 53                 |
| Saint-Brice-de-Landelles      | 50452      | Briçois           | 14,77            | 651 (2022)                        | 44                 |
| Saint-Clément-Rancoudray      | 50456      |                   | 32,1             | 548 (2022)                        | 17                 |
| Saint-Cyr-du-Bailleul         | 50462      | Saint-Cyriens     | 23,41            | 349 (2022)                        | 15                 |
| Saint-Georges-de-Livoye       | 50472      | Georgiens         | 5,53             | 205 (2022)                        | 37                 |
| Saint-Georges-de-Rouelley     | 50474      | Saint-Georgeois   | 20,52            | 529 (2022)                        | 26                 |
| Saint-Hilaire-du-Harcouët     | 50484      | Saint-Hilairiens  | 46,97            | 5 735 (2022)                      | 122                |
| Saint-James                   | 50487      | Saint-Jamais      | 86,41            | 4 966 (2022)                      | 57                 |
| Saint-Jean-de-la-Haize        | 50489      | Saint-Jeannais    | 8,95             | 538 (2022)                        | 60                 |
| Saint-Jean-du-Corail-des-Bois | 50495      | Saint-Jeannais    | 3,63             | 75 (2022)                         | 21                 |
| Saint-Jean-le-Thomas          | 50496      | Saint-Jeannais    | 2,38             | 395 (2022)                        | 166                |
| Saint-Laurent-de-Cuves        | 50499      | Saint-Laurentais  | 14,8             | 499 (2022)                        | 34                 |
| Saint-Laurent-de-Terregatte   | 50500      |                   | 16,35            | 645 (2022)                        | 39                 |
| Saint-Loup                    | 50505      | Lupéens           | 6,45             | 678 (2022)                        | 105                |
| Saint-Michel-de-Montjoie      | 50525      | Montois           | 14,46            | 344 (2022)                        | 24                 |
| Saint-Nicolas-des-Bois        | 50529      |                   | 3,57             | 92 (2022)                         | 26                 |
| Saint-Ovin                    | 50531      | Ovinois           | 12,93            | 763 (2022)                        | 59                 |
| Saint-Quentin-sur-le-Homme    | 50543      | Saint-Quentinais  | 16,84            | 1 340 (2022)                      | 80                 |
| Saint-Senier-de-Beuvron       | 50553      | Saint-Segnerais   | 11,21            | 329 (2022)                        | 29                 |
| Saint-Senier-sous-Avranches   | 50554      | Avranchinais      | 8,62             | 1 426 (2022)                      | 165                |
| Sartilly-Baie-Bocage          | 50565      | Sartillais        | 30,68            | 2 843 (2022)                      | 93                 |
| Savigny-le-Vieux              | 50570      | Savigniens        | 17,16            | 402 (2022)                        | 23                 |
| Servon                        | 50574      | Servonnais        | 9,23             | 257 (2022)                        | 28                 |
| Sourdeval                     | 50582      | Sourdevalais      | 51,87            | 3 040 (2022)                      | 59                 |
| Subligny                      | 50584      | Sublignais        | 8                | 377 (2022)                        | 47                 |
| Tanis                         | 50589      | Tanisiens         | 7,49             | 273 (2022)                        | 36                 |
| Le Teilleul                   | 50591      | Teilleulais       | 66,89            | 1 692 (2022)                      | 25                 |
| Tirepied-sur-Sée              | 50597      |                   | 22,55            | 953 (2022)                        | 42                 |
| Vains                         | 50612      | Vainquais         | 8,58             | 760 (2022)                        | 89                 |
| Le Val-Saint-Père             | 50616      | Val-Saint-Perrais | 11,1             | 1 914 (2022)                      | 172                |
| Vernix                        | 50628      | Vernissons        | 5,84             | 155 (2022)                        | 27                 |

### Démographie
| 1968   | 1975   | 1982   | 1990   | 1999   | 2009   | 2014   | 2020   |
| ------ | ------ | ------ | ------ | ------ | ------ | ------ | ------ |
| 95 042 | 92 546 | 91 268 | 87 384 | 85 392 | 88 476 | 88 223 | 87 571 |

## Organisation

### Siège
Le siège de la communauté d'agglomération est situé à Avranches, 1 rue Général Ruel.

### Élus
La communauté de communes est administrée par son conseil communautaire, composé pour la mandature 2020-2026  de 129 conseillers municipaux représentant chacune des  communes membres et répartis en fonction de leur population de la manière suivante : 

-  10 délégués pour Avranches ;

-  6 délégués pour  Saint-Hilaire-du-Harcouët ;

-  5 délégués pour  Saint-James ;

-  4 délégués pour  Pontorson ;

- 3 délégués pour Ducey-Les Chéris, Isigny-le-Buat, Mortain-Bocage, Sartilly-Baie-Bocage et Sourdeval ;

-  2 délégués pour  Brécey, Grandparigny et Le Val-Saint-Père ;

- 1 délégué et son suppléant pour les 83 autres communes.
Au terme des élections municipales de 2020 dans la Manche, le conseil communautaire renouvelé a réélu son président, David Nicolas, maire d'Avranches, et désigné ses 15 vice-présidents, qui sont : 
1. David Juquin, Maire de Saint-James, délégué aux finances publiques, aux ressources humaines, à la commande publique et l'achat public ;
2. Jessie Orvain, maire d'Isigny-le-Buat, déléguée à la culture ;
3. Franck Esnouf, maire de Saint-Laurent-de-Cuves, délégué à la cohésion territoriale, à la politique de santé et au centre intercommunal d'action sociale;
4. Vincent Bichon, maire-adjoint de Pontorson, délégué aux milieux naturels et littoral, à l'eau potable et au pôle territorial Saint-James / Pontorson ;
5. Mikaëlle Seguin, conseillère municipale de Saint-Hilaire-du-Harcouët, déléguée au Projet Educatif Social Local (PESL),à la politique enfance jeunesse et au pôle territorial de Saint-Hilaire-du-Harcouët ;
6. Hervé Desserouer, maire de Mortain-Bocage, délégué aux déchets et au pôle territorial du Mortainais.
7. Catherine Brunaud-rhyn, maire de Genêts, déléguée à l'assainissement collectif et non collectif.
8. Sophie Laurent, maire de Sourdeval, déléguée aux mobilités, à l'habitat et à la transition écologique et développement durable ;
9. Denis Laporte, conseiller municipal de Ducey - Les Chéris, délégué aux services à la personne ;
10. Gaëtan Lambert, maire de Sartilly-Baie-Bocage, délégué à l'urbanisme et stratégie foncière et au pôle territorial d'Avranches ;
11. Philippe Aubrays, maire de Brécey, délégué au patrimoine communautaire et au pôle territorial du Val-de-Sée :
12. Jean-Luc Garnier, maire-adjoint de Saint-Hilaire-du-Harcouët, délégué au tourisme et au pôle territorial de Saint-Hilaire-du-Harcouët.
13. Angélique Ferreira, conseillère municipale à Avranches, déléguée à l'économie.
14. Jacques Bono, maire du Mont-Saint-Michel, délégué à la communication.
15. Raymond Bechet, maire de Saint-Georges-de-Rouelley, délégué aux logements communautaires.

### Liste des présidents
| Période        | Période                     | Identité      | Étiquette | Qualité                                                                               |
| -------------- | --------------------------- | ------------- | --------- | ------------------------------------------------------------------------------------- |
| 7 janvier 2017 | En cours (au 21 avril 2022) | David Nicolas | SE        | Historien, fonctionnaire territorial Maire d'Avranches Réélu pour le mandat 2020-2026 |

### Compétences
L'intercommunalité exerce les compétences qui lui ont été transférées par les communes membres, dans les conditions déterminées par le code général des collectivités territoriales

### Régime fiscal et budget
La communauté d'agglomération est un établissement public de coopération intercommunale à fiscalité propre.
Afin de financer l'exercice de ses compétences, l'intercommunalité perçoit, comme toutes les communautés d'agglomération, la fiscalité professionnelle unique (FPU) – qui a succédé à la taxe professionnelle unique (TPU) – et assure une péréquation de ressources.
Elle collecte également, selon les communes, une taxe d'enlèvement des ordures ménagères (TEOM) ou une redevance d'enlèvement des ordures ménagères (REOM), qui financent le fonctionnement de ce service public.
Elle ne reverse pas de dotation de solidarité communautaire (DSC) à ses communes membres.

## Projets et réalisations
Conformément aux dispositions légales, une communauté d'agglomération a pour objet d'associer « au sein d'un espace de solidarité, en vue d'élaborer et conduire ensemble un projet commun de développement urbain et d'aménagement de leur territoire ».